# Whistler Olympic Park Ski Jumps
Whistler Olympic Park Ski Jump – kompleks skoczni narciarskich położony w kanadyjskiej miejscowości Whistler niedaleko Vancouver. Budowę obiektów rozpoczęto w 2004 roku a zakończono w 2007. Na skoczniach odbywały się konkursy Zimowych Igrzysk Olimpijskich 2010.
W dniach 24 i 25 stycznia 2009 na skoczni dużej odbyły się zawody Pucharu Świata. W drugim konkursie Gregor Schlierenzauer ustanowił rekord skoczni - 149 m. (tego samego dnia fiński skoczek Ville Larinto oddał skok na tę samą odległość jednak podparł skok). Jest ona największą skocznią w Kanadzie i jedyną czynną spośród trzech dużych skoczni w tym kraju (pozostałe, nieużywane skocznie, znajdują się w Calgary i Thunder Bay).
Rekord skoczni normalnej należy do Szwajcara Simona Ammanna, który wynosi 108 m i został ustanowiony podczas Zimowych Igrzysk Olimpijskich w Vancouver. Nieoficjalny rekord należy do Adama Małysza, który na treningu przed kwalifikacjami do konkursu olimpijskiego w 2010 skoczył 109,5 m.
Obecnie na skoczniach rozgrywane są mistrzostwa Kanady.
W związku z nowymi przepisami Międzynarodowej Federacji Narciarskiej w sezonie 2017/2018 został zmieniony rozmiar skoczni normalnej z odległości 106 na 104 metry

## Parametry skoczni dużej
- Punkt konstrukcyjny: 125 m
- Wielkość skoczni (HS): 142 m[2][3]
- Oficjalny rekord skoczni: 149 m -  Gregor Schlierenzauer (25.01.2009)
- Długość rozbiegu: 116 m
- Nachylenie progu: 11,25°
- Wysokość progu: 3,1 m
- Nachylenie zeskoku: 35°

## Rekordziści skoczni dużej
| Lp. | Dzień       | Rok  | Zawodnik              | Odległość | Zawody                     | Uwagi               |
| --- | ----------- | ---- | --------------------- | --------- | -------------------------- | ------------------- |
| 1.  | 4 stycznia  | 2008 | Stefan Read           | 133,0 m   | b.d.                       | rekord nieoficjalny |
| 2.  | 29 lutego   | 2008 | Robert Johansson      | 139,0 m   | Puchar Kontynentalny       | rekord nieoficjalny |
| 3.  | 29 lutego   | 2008 | Guido Landert         | 140,5 m   | Puchar Kontynentalny       | rekord nieoficjalny |
| 4.  | 15 stycznia | 2009 | Anssi Koivuranta      | 140,5 m   | PŚ w kombinacji norweskiej |                     |
| 5.  | 23 stycznia | 2009 | Gregor Schlierenzauer | 143,5 m   | Puchar Świata              |                     |
| 6.  | 25 stycznia | 2009 | Gregor Schlierenzauer | 149,0 m   | Puchar Świata              |                     |

## Rekordziści skoczni normalnej
| Lp. | Dzień     | Rok  | Zawodnik              | Odległość | Zawody           | Uwagi               |
| --- | --------- | ---- | --------------------- | --------- | ---------------- | ------------------- |
| 1.  | 27 lutego | 2008 | Nicolas Fettner       | 102,5 m   | FIS Cup          | rekord nieoficjalny |
| 2.  | 28 lutego | 2008 | Guido Landert         | 105,0 m   | FIS Cup, trening | rekord nieoficjalny |
| 3.  | 28 lutego | 2008 | Markus Eggenhofer     | 105,0 m   | FIS Cup, trening | rekord nieoficjalny |
| 4.  | 28 lutego | 2008 | Lindsey Van           | 105,5 m   | CoC Kobiet       | rekord nieoficjalny |
| 5.  | 10 lutego | 2010 | Stefan Hula           | 108,0 m   | IO, trening      | rekord nieoficjalny |
| 6.  | 11 lutego | 2010 | Adam Małysz           | 109,5 m   | IO, trening      | rekord nieoficjalny |
| 7.  | 12 lutego | 2010 | Michael Uhrmann       | 106,0 m   | IO, kwalifikacje | belka nr 21         |
| 8.  | 13 lutego | 2010 | Gregor Schlierenzauer | 106,5 m   | IO               | belka nr 18         |
| 9.  | 13 lutego | 2010 | Simon Ammann          | 108,0 m   | IO               | belka nr 18         |